# Sabrina P. Ramet
Sabrina Petra Ramet (* 26. Juni 1949 in London als Pedro Ramet) ist eine US-amerikanische, in Norwegen lebende Professorin für Politikwissenschaft.

## Leben
Ramet ist Kind einer Österreicherin und eines Spaniers, zog im Alter von 10 Jahren nach Kalifornien und wurde 1966 US-Staatsbürger. Schon im Alter von etwa 10 Jahren bemerkte sie ihre Mann-zu-Frau-Transsexualität; seit 1989 lebt sie auch offiziell als Frau.
Sie studierte an der Stanford University Philosophie. Anschließend diente sie von 1971 bis 1975 in der United States Air Force, für die sie auf der Ramstein Air Base in Deutschland stationiert war. Parallel dazu absolvierte sie ein Abendstudium im Fach Internationale Beziehungen der University of Arkansas, das sie 1974 mit dem Mastergrad abschloss. An der University of California, Los Angeles (UCLA) promovierte sie 1981 im Fach Politikwissenschaft. Nach mehreren Assistenz- und Gastprofessuren wurde sie 1994 Professorin an der University of Washington, seit 2001 ist sie Professorin an der Universität Trondheim. Daneben arbeitet sie auch für das Friedensforschungsinstitut PRIO in Oslo.
Ein Schwerpunkt ihrer wissenschaftlichen Arbeit ist Jugoslawien (bzw. dessen Nachfolgestaaten), das sie seit 1978 oftmals bereist hat, unter den Aspekten Geschichte, Politik und Religion. Daneben beschäftigt sie sich auch mit anderen osteuropäischen Staaten wie der CSSR und der DDR, Polen, Rumänien und Russland sowie mit Angewandter Philosophie. Sie spricht neben englisch auch sehr gut deutsch, serbokroatisch, italienisch und norwegisch.
Seit 2003 ist sie nach norwegischem Recht mit Christine Hassenstab verheiratet, die als Wissenschaftlerin am Soziologischen Institut der Universität Trondheim tätig ist.
2009 wurde sie zum Mitglied der Norwegischen Akademie der Wissenschaften gewählt.

## Werke (Auswahl)

### Als Autorin
- Nationalism and Federalism in Yugoslavia, 1963–1983. 1984. (2. Auflage u. d. T. Nationalism and Federalism in Yugoslavia, 1962–1991., 1992, ISBN 0-253-34794-7)
- Balkan Babel: Politics, Culture, and Religion in Yugoslavia. 1992. (4. Auflage u. d. T. Balkan Babel:  The Disintegration of Yugoslavia from the Death of Tito to the Fall of Milosevic. 2002)
- Whose Democracy? Nationalism, Religion, and the Doctrine of Collective Rights in Post-1989 Eastern Europe. 1997
- Nihil Obstat: Religion, Politics, and Social Change in East-Central Europe and Russia. 1998
- Church and State in Romania before and after 1989. In: Henry F. Carey (Hrsg.): Romania since 1989. Politics, Economics, ans Scoiety. Oxford 2004, S. 275–295
- Thinking about Yugoslavia: Scholarly Debates about the Yugoslav Breakup and the Wars in Bosnia and Kosovo. Cambridge 2005
- The Three Yugoslavias. State-building and legitimation, 1918–2005. 2006, ISBN 0-253-34656-8. (deutsche Übersetzung: Die drei Jugoslawien. Eine Geschichte der Staatsbildungen und ihrer Probleme. 2011, ISBN 978-3-486-58349-6)
- Religija i politika u vremenu promene: Katolicka i pravoslavne crkve u centralnoj i jugoistocnoj Evropi. Belgrad 2006
- Pets of the Great Dictators & Other Works. (mit Illustrationen von Christine M. Hassenstab), 2006, ISBN 0-9787713-2-X
- The Liberal Project and the Transformation of Democracy: The Case of East Central Europe. 2007, ISBN 978-1-58544-575-2
- Memory and identity in the Yugoslav successor states. In: Nationalities papers. (ISSN 0090-5992), Jg. 41, 2013, S. 871–970
- The Catholic Church in Polish history, from 966 to the present, 2017, ISBN 978-1-137-42622-2
- Alternatives to democracy in twentieth-century Europe : collectivist visions of modernity, 2019, ISBN 978-963-386-309-1
- Nonconformity, dissent, opposition, and resistance in Germany, 1933-1990 : the freedom to conform, 2020, ISBN 978-3-030-55411-8

### Als Herausgeberin
- als Herausgeberin, mit Gordana Crnković: Kazaaam! Splat! Ploof! The American impact on European popular culture since 1945. 2003, ISBN 0-7425-0000-4 – darin ihre Beiträge:
  - Shake, Rattle, and Self-Management. Rock Music and Politics in Socialist Yugoslavia, and After. S. 173–197
  - UFOs over Russia and Eastern Europe. S. 198–218
- als Herausgeberin: The independent state of Croatia 1941-45. 2007, ISBN 978-0-415-44055-4
- als Herausgeberin: Croatia since independence. War, politics, society, foreign relations. 2008, ISBN 978-3-486-58043-3
- als Herausgeberin: Central and Southeast European politics since 1989. 2010, ISBN 978-0-521-88810-3
- als Herausgeberin, mit Ola Listhaug: Serbia and the Serbs in World War Two, 2011, ISBN 978-0-230-27830-1
- als Herausgeberin: Religion and politics in post-socialist central and southeastern Europe. Challenges since 1989. 2014, ISBN 978-1-137-33071-0
- als Herausgeberin, mit Christine M. Hassenstab und Ola Listhaug: Building democracy in the Yugoslav successor states : accomplishments, setbacks, and challenges since 1990, 2017, ISBN 978-1-107-18074-1
- als Herausgeberin, mit Kristen Ringdal und Katarzyna Dośpiał-Borysiak: Civic and uncivic values in Poland, 2019, ISBN 978-963-386-220-9
- als Herausgeberin: Rocking the state. Rock music and politics in Eastern Europe and Russia, 2019, ISBN 978-0-367-28618-7
- als Herausgeberin: Interwar East Central Europe, 1918-1941. The failure of democracy-building, the fate of minorities, 2020, ISBN 978-0-367-13570-6